# Kardynałek chiński
Kardynałek chiński, kardynałek (Tanichthys albonubes) – gatunek słodkowodnej ryby z rodziny karpiowatych (Cyprinidae). Często spotykany w akwariach.

## Występowanie
Chiny (Góry Południowochińskie) oraz Wietnam.

## Charakterystyka
Barwa brunatno-czerwona z pręgą żółtą, zielonkawą lub niebieską, płetwy czerwonawe, samczyk smuklejszy i o nieco większych płetwach od samiczki. Występuje też forma weloniasta wyhodowana w akwariach.
Dorasta do 4 cm długości.

## Warunki hodowlane
Mało wymagająca ryba, odporna na spadki temperatury nawet do 0 °C, optymalna temperatura 17–22 °C, akwarium średnie, pokarm: zjada chętnie zarówno pokarm suchy, jak i żywy. Najlepiej czują się w stadzie powyżej 5 osobników.

## Rozmnażanie
Na czas tarła umieścić samczyki i samiczki w akwarium o gęstych roślinach i temperaturze lekko podwyższonej (najlepiej 20–24 °C). Zaleca się odłowić ryby po tarle ponieważ zdarza się, że rodzice zjadają swoje potomstwo (kanibalizm). Młode wylęgają się po ok. 2–3 dniach. Karmić dobrze rozdrobnionym pokarmem.